# Cementerio memorial de Levashovo
Coordenadas: 60° 5'38.44"N 30°11'27.65"E
El Cementerio Memorial de Levashovo (en ruso, Левашовское мемориальное кладбище, transliterado Levashóvskoie memoriálnoie kládbische) es un memorial dedicado a las víctimas de las grandes purgas estalinistas, ubicado en el sitio de la principal fosa común soviética descubierta en la región de San Petersburgo. Se encuentra en el pueblo de Levashovo, al noroeste de San Petersburgo.

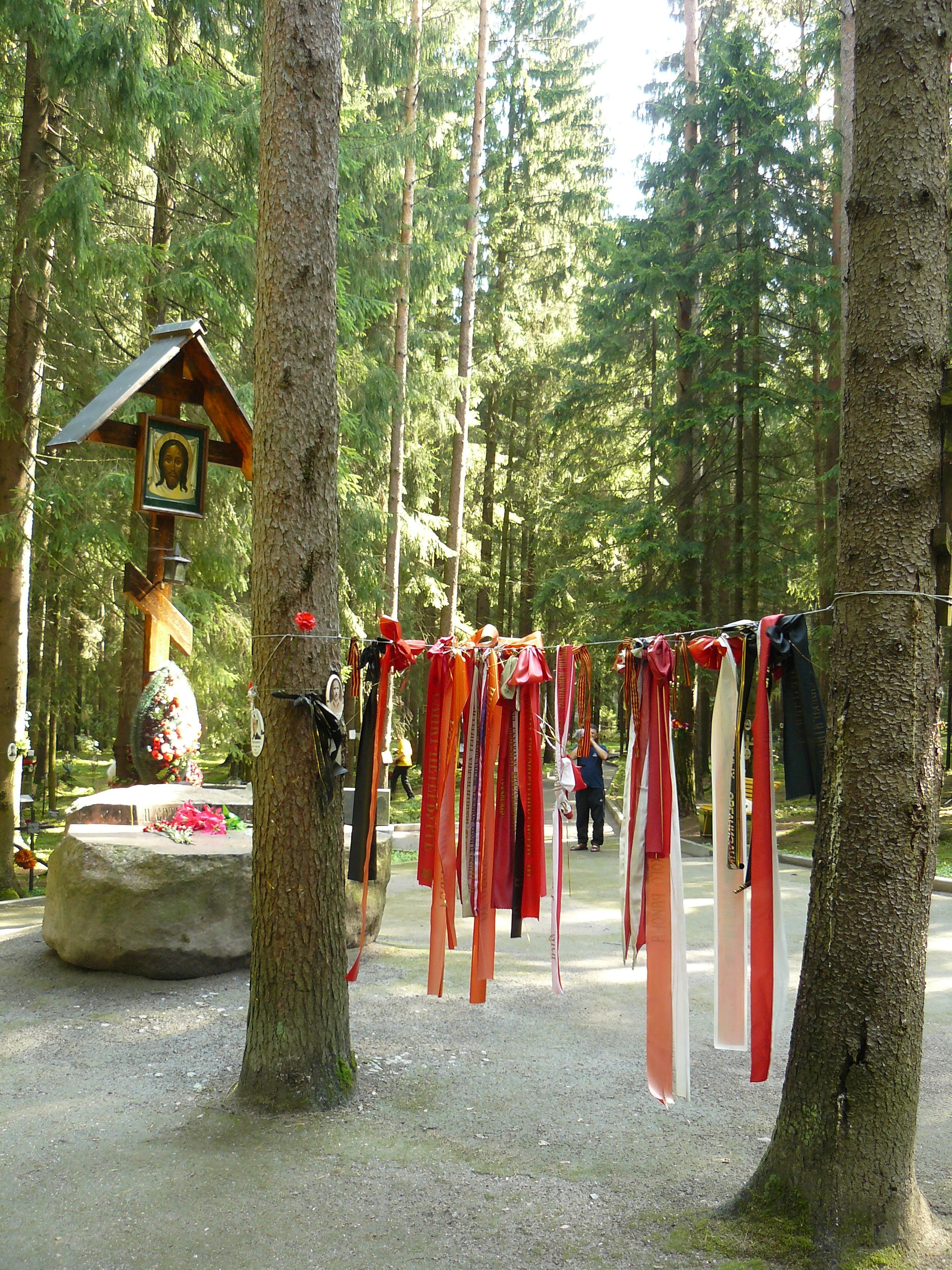
Cementerio Memorial de Levashovo

Estos enterramientos se componen de 22 fosas comunes con los restos de las víctimas de la ola de represión denominada yezhóvschina (por el nombre del entonces jefes de la NKVD Nikolái Yezhov o Ezhov) ordenada por Stalin, que se produjo desde 1936 a 1938. Los cuerpos de decenas de miles de víctimas de asesinatos ilegales cometidos por la Cheka, Vcheka, OGPU o NKVD, siguiendo órdenes de las autoridades soviéticas, están enterrados en estas fosas comunes que se mantuvieron en secreto. Aunque en el cementerio sólo está enterrada una parte de las víctimas de las purgas, tiende a convertirse cada vez más en el principal lugar de recuerdo y homenaje para los familiares de los desaparecidos, cuyos cuerpos, por lo general, no se han podido recuperar.

Descubierto en la caída del régimen soviético, el sitio se ha convertido en un espacio dedicado a la memoria frecuentado por las gentes. Terminado en 1990, posee la condición de "cementerio memorial" y es un lugar de recogimiento y recuerdo.
El complejo de Levashovo constituye un parque del recuerdo, que combina arboleda con conjuntos florales y arbustivos. 

## Situación geográfica
El lugar de las fosas comunes se encuentra a unos veinte kilómetros al norte de San Petersburgo, en un bosque cerca del pueblo de Levashovo, justo en frente de una importante base aérea militar. El sitio está completamente cercado por empalizadas de madera pintada de verde. Es accesible al público.
Como en todas las fosas comunes soviéticas, los cuerpos fueron enterrados en terrenos que fueron luego cubiertos con arena y en los que se plantaron muchos árboles. El sitio es ahora un denso bosque que se ha preservado.
Al igual que en Bykivnia los troncos de muchos árboles están rodeados de piezas de tejido tradicionales a veces con una imagen o una placa que recuerda la memoria de una persona o una pareja. Los caminos que recorren el bosque están perfectamente cuidados y los edificios de la época de las matanzas se conservan en su estado original.

## Historia

### Contexto
En el oeste de la Unión Soviética se han descubierto, cerca de los principales centros de represión, enormes fosas comunes que contienen los restos de las víctimas de las varias oleadas de terror lanzadas por el régimen comunista que tomó el poder después de la Revolución de Octubre: la deskulakización de los primeros años treinta, el Gran Terror, la ocupación de nuevos territorios en el marco del Pacto Mólotov-Ribbentrop, la represión tras la derrota de los ejércitos nazis tras el fracaso de la Operación Barbarroja. Levashovo cerca de Leningrado, Kurapaty cerca de Minsk y Bykivnia cerca de Kiev son los lugares donde se encuentran los campos más extensos de fosas comunes.

### El gran Terror de 1937-1938
El 2 de julio de 1937, el Politburó, liderado por Stalin, dio la orden de puesta en marcha a gran escala de la "operación para la represión de los antiguos kuláks y de los elementos activos antisoviéticos y criminales". La tarea fue encomendada a Nikolái Yezhov y a numerosas "troikas del NKVD", a las que se otorgaron poderes absolutos. En la práctica, en esta etapa la represión se cebó principalmente sobre las minorías nacionales (polacos, ucranianos, bálticos, etc.) y sobre parte de la estructura del Partido Comunista, incluyendo particularmente a los judíos. Stalin lanzó la campaña de represión masiva en el momento en que promulgó una nueva constitución,  y organizó "elecciones libres"en un régimen de partido único. Los asesinatos masivos en forma de ejecuciones extrajudiciales estuvieron fuera de todo marco legal y constitucional. Los detenidos y ejecutados lo fueron a partir de listas de sospechosos establecidas arbitrariamente. Por lo tanto, las ejecuciones y las tumbas se mantuvieron en secreto.

### Las matanzas de la región de Leningrado

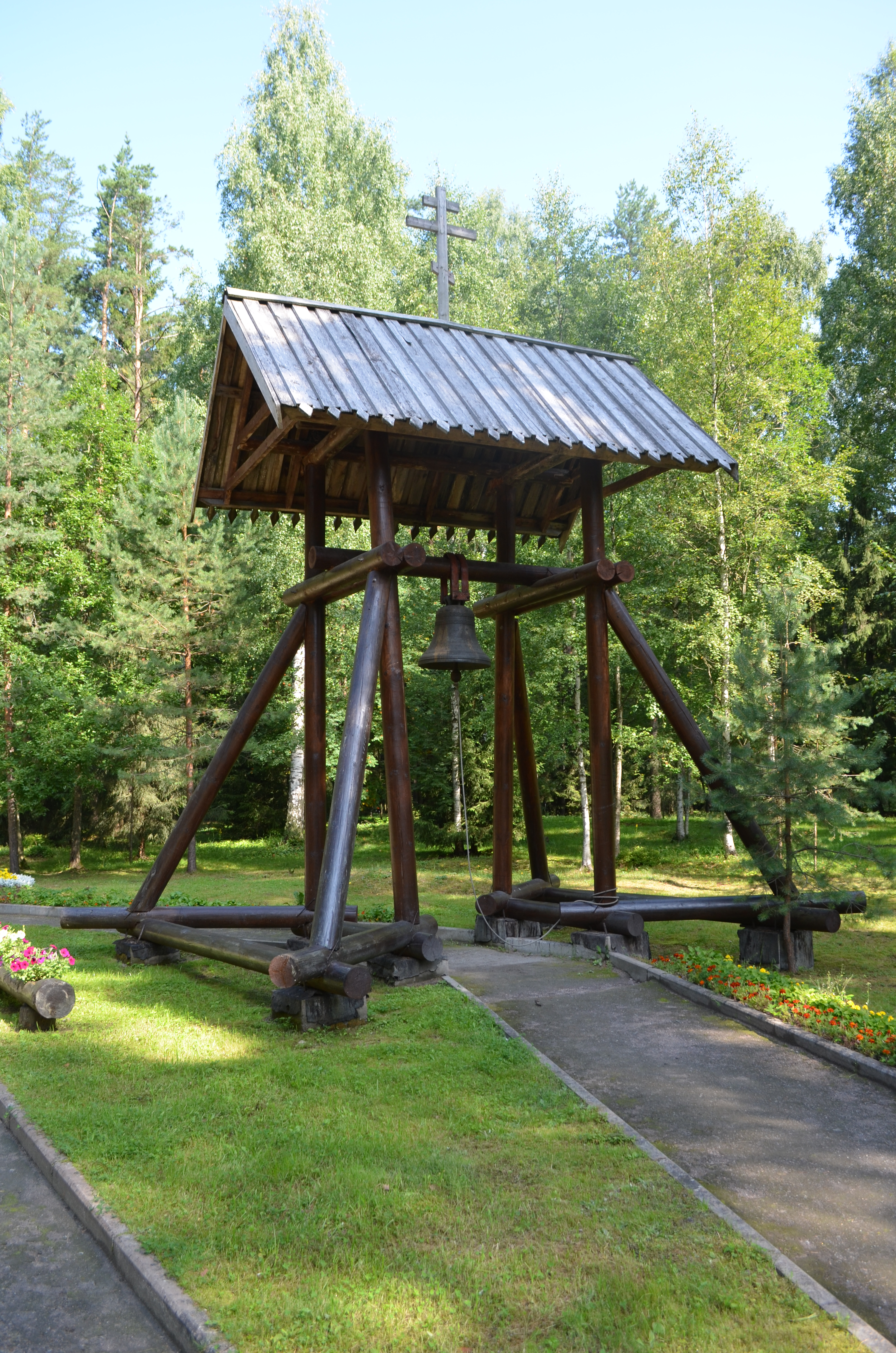
Cementerio Memorial de Levashovo.

El 31 de julio de 1937, L. M. Zakovski, jefe de la Dirección de la NKVD de Leningrado y su óblast, recibió la orden administrativa secreta N.º 447 del Comisario del Pueblo encargado de los Asuntos Internos, N. I. Yezhov, para el lanzamiento inmediato de las operaciones de represión. Una troika, formada por el jefe regional de la NKVD, el fiscal regional y el líder local del Partido Comunista, recibió instrucciones de fusilar a 4.000 personas (castigo de primera categoría) y deportar a 10.000 (castigo de segunda categoría). La ejecución de la orden se encargó a V.N. Garin, adjunto de L. M. Zakovski. Simultáneamente se lanzó una campaña de propaganda masiva contra los "espías y saboteadores", a la vez que debían de establecerse, de inmediato,  listas de "alemanes", "polacos" y "rusos manchurianos" (харбинские русские). Teóricamente estas listas debían ser aprobadas por una comisión constituida en Moscú y formada por el representante de la NKVD (Yezhov) y de la Oficina del Fiscal General (Andréi Vyshinski). Esta sucesión de asesinatos se conoce hoy en Rusia con el nombre de "yezhóvshchina". Las investigaciones realizadas por la Asociación Memorial condujeron a cuantificar el número de víctimas en 19.350 en 1937 y 20.769 en 1938. Las víctimas fueron seleccionadas por razones de nacionalidad (grupo étnico) o por la sospecha de ser, por naturaleza o nacimiento, "enemigos del pueblo". Entre las víctimas se cuentan personas de todas las categorías sociales: religiosos, empleados, obreros, campesinos, directores de fábrica, cuadros del partido, que pasaron a ser sospechosos por su origen nacional o étnico, profesores, estudiantes e intelectuales. La mayoría de las víctimas murieron de un tiro en la nuca en distintos locales de la NKVD, incluyendo prisiones, y fueron enterradas en secreto, principalmente en Levashovo. Los condenados desaparecían súbitamente sin que se diera ninguna información a las familias, en el caso de que las propias familias no fueran deportadas o ejecutadas.

### Descubrimiento del sitio
El centro de enterramiento continuó usándose hasta la muerte de Stalin en 1953 y se mantuvo secreto hasta 1989. La dirección de la KGB se encargó de custodiar y mantener el lugar.
El redescubrimiento del sitio se produjo en 1989, gracias a la política de Glásnost ("Transparencia") iniciada por Mijaíl Gorbachov. En efecto, aunque se conocía la existencia de fosas comunes, su ubicación exacta no se pudo precisar sino después de un procedimiento iniciado por la municipalidad de San Petersburgo (y su alcalde reformista Anatoli Sobchak) contra los servicios de la KGB, que se negaban a revelar la información. El procedimiento avanzó bajo la presión combinada de políticos locales y activistas como Valentín Muravski.
El 5 de enero de 1989, el Politburó del PCUS votó a favor de la resolución "sobre medidas adicionales para la restauración de la justicia a las víctimas de la represión ejercida en los años treinta, cuarenta y principios de los cincuenta".
El 18 de julio de 1989, se hizo pública la localización de las fosas comunes y el comité ejecutivo del Consejo Municipal de Leningrado declaró el lugar "cementerio memorial" mediante la Decisión número 5454.

La propiedad del terreno fue transferida oficialmente al municipio en mayo de 1990 y se erigió una capilla. A partir de ese momento el sitio se fue convirtiendo, poco a poco, en un monumento a todas las víctimas de las purgas estalinistas. Los primeros servicios religiosos se llevaron a cabo 21 de octubre de 1989 y el 14 de abril de 1990.

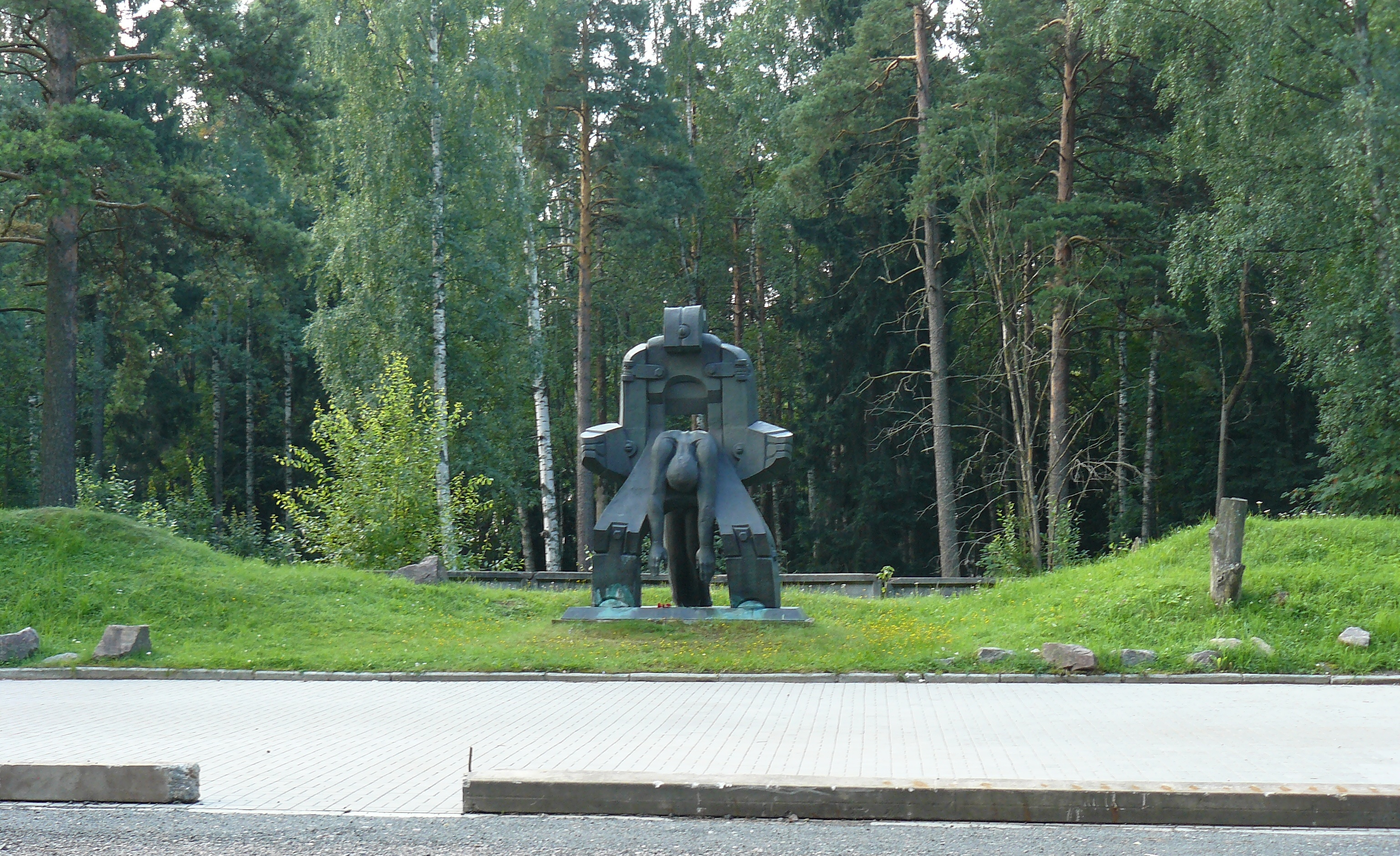
Cementerio Memorial de Levashovo. El Moloch del totalitarismo.

Los representantes de varias de las comunidades masacradas levantaron monumentos a sus víctimas, que son un rasgo particular de este cementerio, en el no hay tumbas individuales. Los primeros, dedicados a los lituanos y a los bielorrusos, fueron levantados ya en mayo de 1992. A ellos siguieron otros dedicados a los ucranianos, finlandeses, alemanes, italianos, polacos, estonios, letones, judíos, asirios, pero también a grupos específicos constituyentes de la sociedad soviética de la época, empezando por los miembros del clero. Las víctimas étnicamente rusas también tienen su monumento. Se construyeron varios monumentos ortodoxos. En 1993, se instaló una campana que los visitantes tocan en homenaje a los muertos.
Símbolo del cementerio de Levashovo es una estatua del "Moloch del totalitarismo" (Молох Тоталитаризма) que fue levantada en 1996. Se llevan a cabo conmemoraciones oficiales dos veces al año, en junio y en octubre (el día de 30 de octubre está dedicado oficialmente a las víctimas de la represión política, en Rusia).

## Evaluación del número de víctimas enterradas
No se ha emprendido ninguna excavación para intentar conocer el número exacto y la personalidad de las víctimas enterradas colectivamente en Levashovo. Se ha preferido preservar la tranquilidad del lugar, ya que todos los árboles deberían haber sido arrancados de realizar las excavaciones.
El número de víctimas se estima a partir de las listas de las ejecuciones, recuperadas de los archivos de la NKVD. La Biblioteca Nacional de Rusia ha publicado, entre 1995 y 2002, la lista de víctimas conocidas en cinco volúmenes. Estos estudios muestran que, desde agosto de 1937 hasta 1954, 46.771 personas fueron ejecutadas en la región de Leningrado, de las que 40.485 lo fueron por razones políticas.

## Algunas de las víctimas enterradas
- Víktor Abakúmov
- Pável Florenski
- Borís Guerasimóvich
- Juozas Jurkūnas
- Borís Kornílov (poeta)
- Alekséi Kuznetsov
- Benedikt Lifshits (poeta-futurista)
- Nikolái Voznesenski

## Advertencia
Este artículo procede de la traducción de Cimetière mémorial de Levachovo, de Wikipedia en francés, publicada por sus editores bajo la Licencia de documentación libre de GNU y la Licencia Creative Commons Atribución-CompartirIgual 3.0 Unported.